# 사카이데역
사카이데역(일본어: 坂出駅 사카이데에키[*])은 일본 가가와현 사카이데시에 있는 시코쿠 여객철도 요산선의 역이다. 역 번호는 Y08이며, 단선 승강장과 섬식 승강장이 아울러진 복합 형태의 철도 역사이다.

## 타는 곳
| 1 | ■ 요산 선      | 다카마쓰 방면                                                           | 대부분의 열차                           |
| 2 | ■ 요산 선      | 다카마쓰 방면                                                           | 시발, 대피 등 일부의 특급 · 쾌속 · 보통 |
| 2 | ■ 요산 선      | 다도쓰 · 간온지 방면                                                    | 대피 등 일부의 쾌속 · 보통              |
| 2 | ■ 도산 선 직통 | 다도쓰 · 고토히라 · 고치 · 스쿠모 방면                                  | 대피 등 일부의 특급 · 쾌속 · 보통       |
| 3 | ■ 요산 선      | 다도쓰 · 간온지 · 마쓰야마 · 우와지마 방면                              | 대부분의 열차                           |
| 3 | ■ 도산 선 직통 | 다도쓰 · 고토히라 · 고치 · 스쿠모 방면                                  | 대부분의 열차                           |
| 3 | ■ 세토 대교선  | 고지마 · 자야마치 · 오카야마 · 오사카 · 시즈오카 · 요코하마 · 도쿄 방면 | 침대 특급 '선라이즈 세토'를 포함        |

## 이용 현황
| 연도     | 하루 평균 승차 인원 |
| 2006년도 | 5,626명             |
| 2008년도 | 5,592명             |
| 2009년도 | 5,382명             |
| -------- | ------------------- |

## 역 주변
- 사카이데 시청
- 고후엔
- 가마다 공제회 향토 박물관
- 사카이데 시립 병원
- 주고쿠 은행 사카이데 지점
- 선클 K

## 역사
- 1897년 4월 1일: 사누키 철도에서 영업을 개시함.
- 1904년 12월 1일: 산요 철도에 이관됨.
- 1906년 12월 1일: 국유화됨.
- 1987년 4월 1일: 민영화에 따라 시코쿠 여객철도의 소속이 되었다.
- 1997년 2월 26일: 입체화
- 2012년 3월 17일: ICOCA 도입.

## 인접정차역
| 시코쿠 여객철도 요산선      | 시코쿠 여객철도 요산선 | 시코쿠 여객철도 요산선    |
| --------------------------- | ---------------------- | ------------------------- |
| Y 00 다카마쓰 다카마쓰 방면 | 쾌속 '마린 라이너'     | 고지마 자야마치 방면      |
| Y 03 하시오카 다카마쓰 방면 | 쾌속 '선 포트'         | 우타즈 Y 09 마쓰야마 방면 |
| Y 07 야소바 다카마쓰 방면   | 보통                   | 우타즈 Y 09 마쓰야마 방면 |